# Antíoco VIII Gripo
Antíoco VIII Gripo de la dinastía seléucida fue rey de Siria entre 125 a. C.-96 a. C.

## Vida

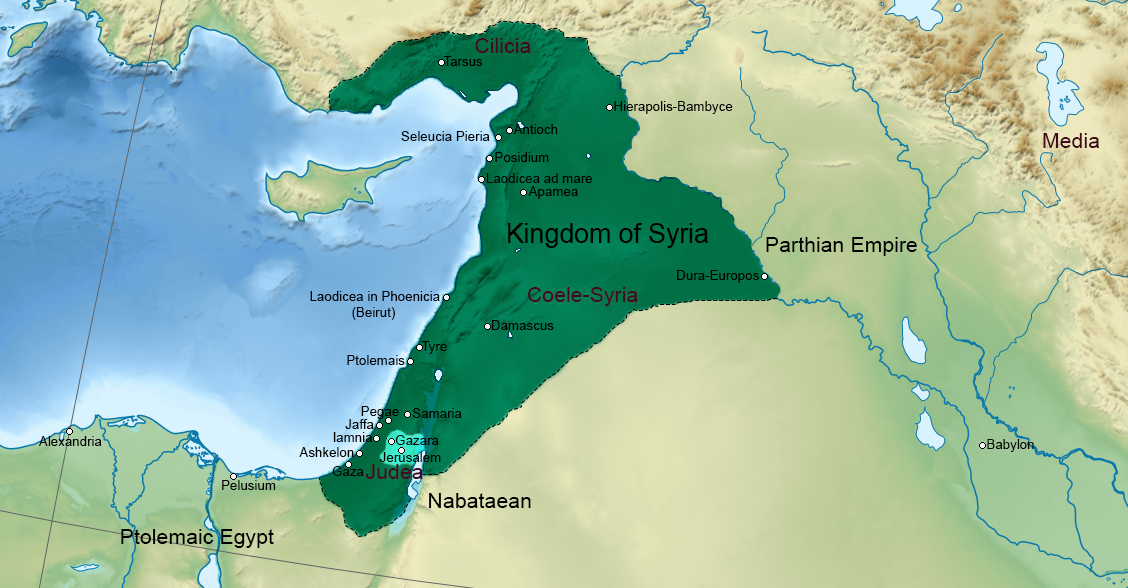
Imperio seléucida hacia el año 124 a. C. reducido a las regiones de Cele-Siria, Fenicia y Judea antes de que se convirtiera en un dominio del Reino de Armenia.

Hijo de Demetrio II Nicátor, sucedió a su hermano Seleuco V Filométor siendo un adolescente, tras ser éste asesinado por la madre de ambos, Cleopatra Tea. Apoyado por Ptolomeo VIII, con cuya hija Trifena casó, se deshizo del usurpador Alejandro II Zabinas e inmediatamente de su propia madre, Cleopatra, que intentó envenenarlo, pero Antíoco la obligó a beberse su propio veneno (123 a. C.). 
Al parecer, el joven Antíoco estaba interesado en la toxicología, y se dice que llegó a escribir poemas acerca de ello, de los cuales algunos fueron citados por el célebre médico Galeno.
Durante varios años reinó la calma en Siria, hasta que en 116 a. C. su medio hermano y primo Antíoco IX Ciciceno retornó de su exilio en Cízico y reclamó el trono, iniciándose una nueva guerra civil en la que Antíoco Gripo (su sobrenombre significa «nariz ganchuda»), logró relegar a su rival a algunas plazas litorales (108). La esposa de Antíoco IX, llamada Cleopatra IV, era una medio hermana de Trifena, y Antíoco no deseaba su muerte, pero la propia Trifena lo convenció de lo contrario, y ordenó asesinarla en el templo de Dafne, en las afueras de Antioquía. Antíoco IX, en venganza, asesinó a su vez a Trifena, tras torturarla cruelmente. Finalmente, los dos Antíocos se dividieron el reino y gobernaron conjuntamente hasta que Gripo fue asesinado por su ministro Heracleón en 96 a. C., quedando Antíoco IX como único rey, estando él, quizás, detrás del asesinato de este.
Sin embargo, cinco de sus hijos llegaron a reinar posteriormente: Seleuco VI, Antíoco XI, Filipo I, Demetrio III y Antíoco XII.
A pesar de su falta de habilidad política, Gripo fue un rey popular. Su apariencia abotargada en las monedas (común entre los últimos seléucidas), unida a las historias de sus lujosos banquetes, hizo que la posteridad juzgara a su dinastía como completamente degenerada y decadente. Existe una anécdota al respecto según la cual el rey enviaba camellos para recoger a sus invitados a los lujosos banquetes, algo que creaba tensión entre su pueblo, pues la tesorería estaba completamente agotada. Sin embargo, hay que precisar que se trataba de un motivo propagandístico deliberado, por la idea de Tryphé —buena vida— que los últimos seléucidas querían asociar a su imagen, a pesar de las guerras civiles y constantes conflictos que marcaron sus reinados.